# Inconscio collettivo
(Carl Gustav Jung, 1939, p. 278)

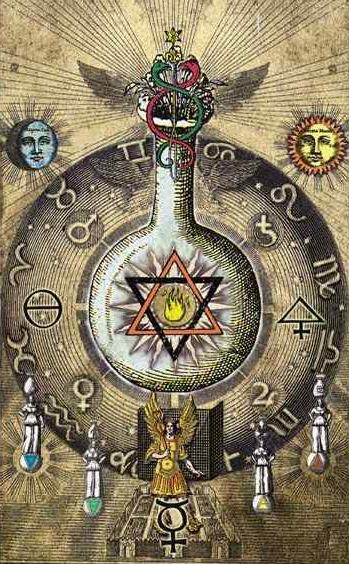
Emblema dell'alchimia raffigurante un vaso ermetico, contenitore dei simboli e degli archetipi universali del mondo, come nella concezione dell'inconscio collettivo.

Nelle scienze umane e sociali l'inconscio collettivo è un concetto della psicologia analitica coniato da Carl Gustav Jung, il quale lo contrapponeva all'inconscio personale freudiano, ritenendolo condiviso da tutti gli uomini e derivante dai loro comuni antenati attraverso i cosiddetti archetipi.

## Definizione
L'inconscio collettivo, secondo Jung, rappresenta un contenitore psichico universale, vale a dire quella parte dell'inconscio umano che è comune a quello di tutti gli altri esseri umani. Esso contiene gli archetipi, cioè le forme o i simboli che si manifestano in tutti i popoli di tutte le culture. Gli archetipi esisterebbero prima dell'esperienza e in questo senso sarebbero innati ed istintivi. I critici hanno però affermato che questa è una visione etnocentrica, che universalizza gli archetipi culturali europei in archetipi di tutta l'umanità.

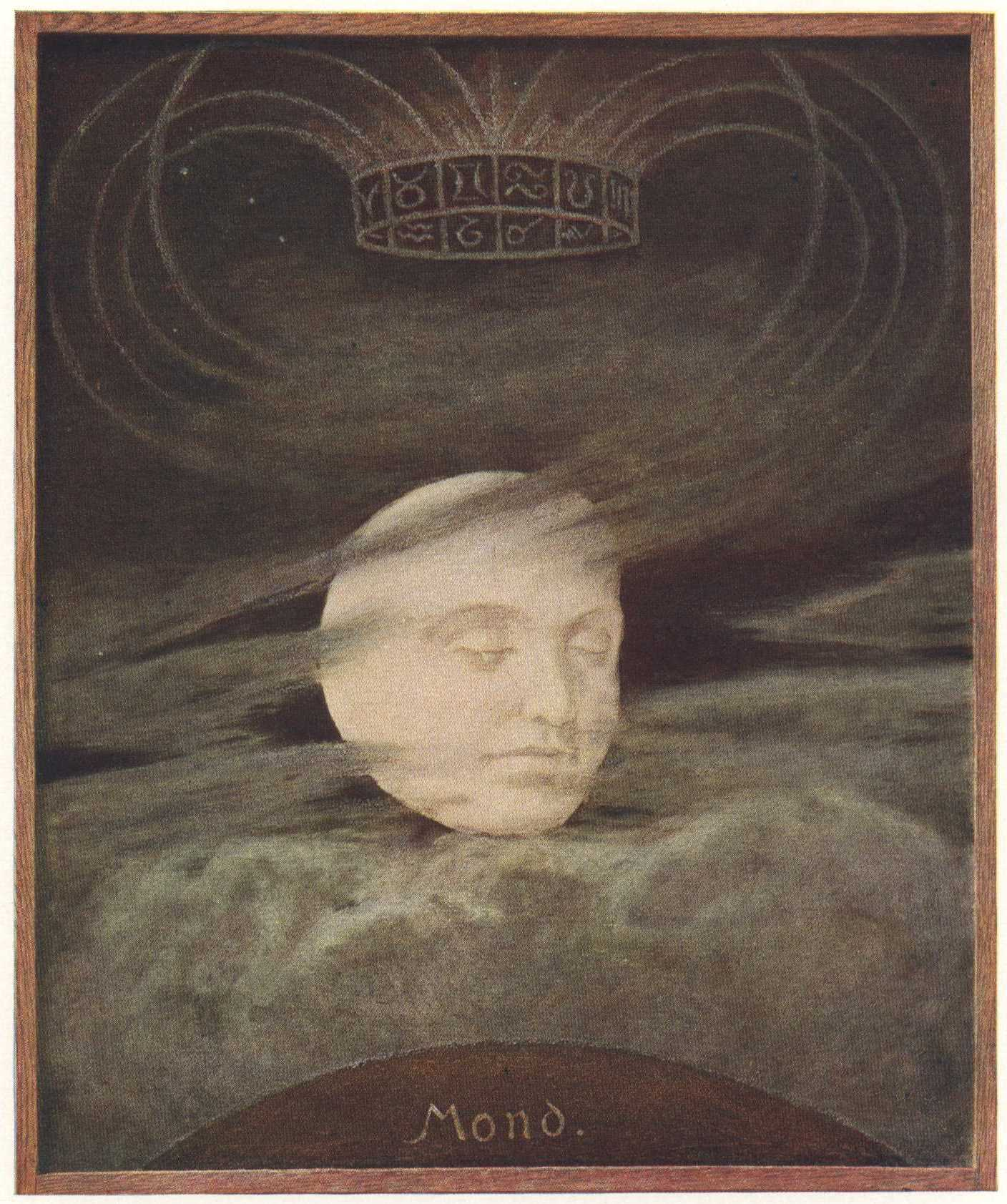
La Luna in un dipinto di Hans Thoma, che in quanto espressione del femminile rimanda alla simbologia dell'inconscio collettivo.

In altri termini si potrebbe dire che l'inconscio collettivo è la struttura della psiche dell'intera umanità, sviluppatasi nel tempo, e suddivisibile in inferiore, medio e superiore. L'inferiore è legato alle radici arcaiche, al passato dell'umanità; il medio è costituito dai valori socio-culturali di questo attuale momento; il superiore è invece relativo ai valori, alle potenzialità, alle mete future dell'umanità.
Propugnatori del modello junghiano, caratterizzati da un minor misticismo, sostengono che l'inconscio collettivo può essere adeguatamente immaginato come emergente in ciascun individuo dall'istinto condiviso, dall'esperienza comune e dalla cultura condivisa. Il processo di naturale generalizzazione nella mente umana unisce questi tratti ed esperienze comuni in un substrato dell'inconscio pressoché identico.
Ad esempio, ci si potrebbe aspettare che l'archetipo della "grande madre" sia il medesimo con poche variazioni in tutte le persone, poiché tutti i bambini condividono l'aspettativa interiore per un individuo che si prenda premurosamente cura di loro (istinto umano); ogni bambino sopravvive perché ha avuto una madre o un suo surrogato; e pressoché ogni bambino è condizionato dell'idea fornitagli dalla società di quello che una madre dovrebbe essere (cultura condivisa). L'insieme di tutti questi effetti potrebbe essere la fonte della figura condivisa, o archetipo, che sembra essere la stessa nei sogni di molte persone.
Che la connessione dell'individuo all'inconscio collettivo sorga per ragioni materiali oppure spirituali, il termine inconscio collettivo fu introdotto da Jung per denominare un modello esplicativo con cui fosse possibile descrivere un'importante caratteristica comune osservata nei sogni di differenti individui.

## L'inconscio collettivo nelle opere di Jung
Nei suoi primi scritti, Jung denominò questo aspetto della psiche "inconscio collettivo", termine che in seguito mutò in quello di "psiche oggettiva".
Tale psiche può essere considerata oggettiva per due ragioni:
- è comune a tutti;
- restituisce un senso migliore del sé ideale di quanto non faccia l'ego o il sé cosciente. Dirige il sé, attraverso archetipi, sogni, intuizioni, e qualora induca la persona a commettere degli errori non è mai per caso ma sempre con uno scopo. Spinge così la psiche verso l'individuazione o l'auto-realizzazione.

Nel capitolo "Definizioni" del lavoro iniziale Tipi psicologici, alla voce «collettivo» Jung cita l'espressione representations collectives, termine coniato da Levy-Bruhl nel suo libro del 1910 Come pensano i nativi. Jung indica che proprio questo concetto egli intende quando parla di inconscio collettivo. Resta da chiedersi se sia stato Jung il primo a formulare tale concetto o l'abbia tratto dall'antropologia culturale, rielabolandone il significato con i propri contenuti.